# 莫里斯鎮區 (密蘇里州沙利文縣)
莫里斯鎮區（英語：Morris Township）是位於美國密蘇里州沙利文縣的一個行政鎮區。

## 地方資料
莫里斯鎮區的面積為124.53平方千米，當中陸地面積為124.07平方千米，而水域面積為0.46平方千米。根據2020年美國人口普查的數據，當地共有人口195人，而人口密度為每平方千米1.57人。